# Річард Рідзе
Річард Рідзе (англ. Richard Rydze, 15 березня 1950 — 28 листопада 2023) — американський стрибун у воду.
Призер Олімпійських Ігор 1972 року.
Призер Панамериканських ігор 1971 року.